# 7. vlada Republike Slovenije
7. vlada Republike Slovenije je bila vlada v obdobju od 19. decembra 2002 do 3. decembra 2004.

## Koalicija
- LDS
- ZLSD
- SLS (do 20. aprila 2004)
- DeSUS
- SMS

## Položaji
| Služba                                            | Položaj                 | Ime                | Slika | Stranka | Državni sekretarji | Mandat                                              |
| ------------------------------------------------- | ----------------------- | ------------------ | ----- | ------- | ------------------ | --------------------------------------------------- |
| Vlada Republike Slovenije                         | Predsednik vlade        | Anton Rop          |       | LDS     |                    |                                                     |
| Ministrstvo za zunanje zadeve                     | Minister                | Dimitrij Rupel     |       | LDS     |                    | izvoljen 19.12.2002 – prenehala funkcija 6.7.2004   |
| Ministrstvo za zunanje zadeve                     | Minister                | Ivo Vajgl          |       | LDS     |                    | izvoljen 6.7.2004 – prenehala funkcija 3.12.2004    |
| Ministrstvo za delo, družino, socialne zadeve     | Minister                | Vlado Dimovski     |       |         |                    | izvoljen 19.12.2002 – prenehala funkcija 3.12.2004  |
| Ministrstvo za finance                            | Minister                | Dušan Mramor       |       |         |                    | izvoljen 19.12.2002 – prenehala funkcija 3.12.2004  |
| Ministrstvo za zdravje                            | Minister                | Dušan Keber        |       |         |                    | izvoljen 19.12.2002 – prenehala funkcija 3.12.2004  |
| Ministrstvo za gospodarstvo                       | Ministrica              | Tea Petrin         |       |         |                    | izvoljena 19.12.2002 – prenehala funkcija 20.4.2004 |
| Ministrstvo za gospodarstvo                       | Minister                | Matej Lahovnik     |       | LDS     |                    | izvoljen 20.4.2004 – prenehala funkcija 3.12.2004   |
| Ministrstvo za obrambo                            | Minister                | Anton Grizold      |       |         |                    | izvoljen 19.12.2002 – prenehala funkcija 3.12.2004  |
| Ministrstvo za notranje zadeve                    | Minister                | Rado Bohinc        |       | ZLSD    |                    | izvoljen 19.12.2002 – prenehala funkcija 3.12.2004  |
| Ministrstvo za pravosodje                         | Minister                | Ivan Bizjak        |       |         |                    | izvoljen 19.12.2002 – prenehala funkcija 20.4.2004  |
| Ministrstvo za pravosodje                         | Ministrica              | Zdenka Cerar       |       | LDS     |                    | izvoljena 20.4.2004 – prenehala funkcija 3.12.2004  |
| Ministrstvo za šolstvo, znanost in šport          | Minister                | Slavko Gaber       |       | LDS     |                    | izvoljen 19.12.2002 – prenehala funkcija 3.12.2004  |
| Ministrstvo za okolje, prostor in energijo        | Minister                | Janez Kopač        |       | LDS     |                    | izvoljen 19.12.2002 – prenehala funkcija 3.12.2004  |
| Ministrstvo za kulturo                            | Ministrica              | Andreja Rihter     |       |         |                    | izvoljena 19.12.2002 – prenehala funkcija 3.12.2004 |
| Ministrstvo za kmetijstvo, gozdarstvo in prehrano | Minister                | Franc But          |       | SLS     |                    | izvoljen 19.12.2002 – prenehala funkcija 20.4.2004  |
| Ministrstvo za kmetijstvo, gozdarstvo in prehrano | Minister                | Milan Pogačnik     |       |         |                    | izvoljen 20.4.2004 – prenehala funkcija 3.12.2004   |
| Ministrstvo za informacijsko družbo               | Minister                | Pavel Gantar       |       | LDS     |                    | izvoljen 19.12.2002 – prenehala funkcija 3.12.2004  |
| Ministrstvo za promet                             | Minister                | Jakob Presečnik    |       | SLS     |                    | izvoljen 19.12.2002 – prenehala funkcija 20.4.2004  |
| Ministrstvo za promet                             | Minister                | Marko Pavliha      |       | LDS     |                    | izvoljen 20.4.2004 – prenehala funkcija 3.12.2004   |
| Ministrstvo za evropske zadeve                    | Minister brez resorja   | Janez Potočnik     |       |         |                    | izvoljen 19.12.2002 – prenehala funkcija 20.4.2004  |
| Ministrstvo za evropske zadeve                    | Minister brez resorja   | Milan Martin Cvikl |       | LDS     |                    | izvoljen 20.4.2004 – prenehala funkcija 3.12.2004   |
| Ministrstvo za regionalni razvoj                  | Ministrica brez resorja | Zdenka Kovač       |       |         |                    | izvoljena 19.12.2002 – prenehala funkcija 3.12.2004 |

### Nekdanji sekretarji
| Sekretar                | Ministrstvo                                       | Imenovanje         | Razlog | Sklic       |
| Sekretar                | Ministrstvo                                       | Razrešitev         | Razlog | Sklic       |
| ----------------------- | ------------------------------------------------- | ------------------ | --- | ----------- |
| Aleksandra Lah Topolšek | Ministrstvo za zdravje                            | 1. junij 2022      | Sekretarka je odstopila sama zaradi nestrinjanj s takratnim ministrom Danijelom Bešičem Loredanom. Posledično jo je vlada na dopisni seji razrešila s funkcije. | [ 1 ]       |
| Aleksandra Lah Topolšek | Ministrstvo za zdravje                            | 31. avgust 2022    | Sekretarka je odstopila sama zaradi nestrinjanj s takratnim ministrom Danijelom Bešičem Loredanom. Posledično jo je vlada na dopisni seji razrešila s funkcije. | [ 1 ]       |
| Breda Božnik            | Ministrstvo za zdravje                            | 1. junij 2022      | Božnikova je odstopila sama zaradi nestrinjanj s takratnim ministrom Danijelom Bešičem Loredanom. Posledično jo je vlada na dopisni seji razrešila s funkcije. | [ 2 ]       |
| Breda Božnik            | Ministrstvo za zdravje                            | 21. september 2022 | Božnikova je odstopila sama zaradi nestrinjanj s takratnim ministrom Danijelom Bešičem Loredanom. Posledično jo je vlada na dopisni seji razrešila s funkcije. | [ 2 ]       |
| Sebastjan Zbičajnik     | Ministrstvo za pravosodje                         | 1. junij 2022      | Zbičajnik je bil zamenjan ob reorganizaciji in preoblikovanju nekaterih ministrskih resorjev. | [ 3 ]       |
| Sebastjan Zbičajnik     | Ministrstvo za pravosodje                         | 24. januar 2023    | Zbičajnik je bil zamenjan ob reorganizaciji in preoblikovanju nekaterih ministrskih resorjev. | [ 3 ]       |
| Branko Lobnikar         | Ministrstvo za notranje zadeve                    | 1. junij 2022      | Lobnikar je bil zamenjan z nastopom novega notranjega ministra Boštjana Poklukarja. Na njegovo mesto je bila kasneje imenovana Helga Dobrin. | [ 4 ]       |
| Branko Lobnikar         | Ministrstvo za notranje zadeve                    | 21. februar 2023   | Lobnikar je bil zamenjan z nastopom novega notranjega ministra Boštjana Poklukarja. Na njegovo mesto je bila kasneje imenovana Helga Dobrin. | [ 4 ]       |
| Tilen Božič             | Ministrstvo za finance                            | 1. junij 2022      | Sekretar je ponudil svoj odstop potem, ko je premier v TV-oddaji povedal, da ekipa ministrstva načrtovane davčne reforme ni ustrezno predstavila javnosti. Ob tem je finančni minister Klemen Boštjančič dejal, da odstopil ne bo, je pa posledično odstopno izjavo podal Božič. | [ 5 ]       |
| Tilen Božič             | Ministrstvo za finance                            | 29. marec 2023     | Sekretar je ponudil svoj odstop potem, ko je premier v TV-oddaji povedal, da ekipa ministrstva načrtovane davčne reforme ni ustrezno predstavila javnosti. Ob tem je finančni minister Klemen Boštjančič dejal, da odstopil ne bo, je pa posledično odstopno izjavo podal Božič. | [ 5 ]       |
| Tjaša Vidic             | Ministrstvo za zdravje                            | 1. september 2022  | Vidičeva je bila zamenjala potem, ko je odstopil minister Bešič Loredan in je kot v. d. vodenje ministrstva prevzel premier Golob. | [ 6 ]       |
| Tjaša Vidic             | Ministrstvo za zdravje                            | 13. julij 2023     | Vidičeva je bila zamenjala potem, ko je odstopil minister Bešič Loredan in je kot v. d. vodenje ministrstva prevzel premier Golob. | [ 6 ]       |
| Tadej Ostrc             | Ministrstvo za zdravje                            | 1. junij 2022      | Ostrc je bila zamenjan potem, ko je odstopil minister Bešič Loredan in je kot v. d. vodenje ministrstva prevzel premier Golob. | [ 6 ]       |
| Tadej Ostrc             | Ministrstvo za zdravje                            | 13. julij 2023     | Ostrc je bila zamenjan potem, ko je odstopil minister Bešič Loredan in je kot v. d. vodenje ministrstva prevzel premier Golob. | [ 6 ]       |
| Urban Kodrič            | Ministrstvo za javno upravo                       | 1. junij 2022      | Kodrič je bil razrešen z mesta sekretarja. | [ 7 ]       |
| Urban Kodrič            | Ministrstvo za javno upravo                       | 24. avgust 2023    | Kodrič je bil razrešen z mesta sekretarja. | [ 7 ]       |
| Azra Herceg             | Ministrstvo za zdravje                            | 1. oktober 2022    | Hercegova je bila zamenjan z nastopom nove ministrice za zdravje Valentine Prevolnik Rupel. | [ 8 ] [ 9 ] |
| Azra Herceg             | Ministrstvo za zdravje                            | 13. oktober 2023   | Hercegova je bila zamenjan z nastopom nove ministrice za zdravje Valentine Prevolnik Rupel. | [ 8 ] [ 9 ] |
| Tatjana Buzeti          | Ministrstvo za kmetijstvo, gozdarstvo in prehrano | 1. julij 2023      | Buzetijeva je bila zamenjana z nastopom novega vršilca dolžnosti ministra za kmetijstvo Marjana Šarca. | [ 10 ]      |
| Tatjana Buzeti          | Ministrstvo za kmetijstvo, gozdarstvo in prehrano | 13. oktober 2023   | Buzetijeva je bila zamenjana z nastopom novega vršilca dolžnosti ministra za kmetijstvo Marjana Šarca. | [ 10 ]      |
| Darij Krajčič           | Ministrstvo za kmetijstvo, gozdarstvo in prehrano | 6. junij 2022      | Krajčič je bil zamenjan z nastopom novega vršilca dolžnosti ministra za kmetijstvo Marjana Šarca. | [ 10 ]      |
| Darij Krajčič           | Ministrstvo za kmetijstvo, gozdarstvo in prehrano | 13. oktober 2023   | Krajčič je bil zamenjan z nastopom novega vršilca dolžnosti ministra za kmetijstvo Marjana Šarca. | [ 10 ]      |
| Lenka Kavčič            | Ministrstvo za naravne vire in prostor            | 11. maj 2023       | Kavčičeva je bila zamenjana z nastopom nove vršilke dolžnosti ministrice za naravne vire in prostor Alenke Bratušek. | [ 11 ]      |
| Lenka Kavčič            | Ministrstvo za naravne vire in prostor            | 10. oktober 2023   | Kavčičeva je bila zamenjana z nastopom nove vršilke dolžnosti ministrice za naravne vire in prostor Alenke Bratušek. | [ 11 ]      |
| Matej Skočir            | Ministrstvo za kmetijstvo, gozdarstvo in prehrano | 1. junij 2022      | Skočir je bil zamenjan z nastopom nove vršilke dolžnosti ministrice za naravne vire in prostor Alenke Bratušek. | [ 11 ]      |
| Matej Skočir            | Ministrstvo za kmetijstvo, gozdarstvo in prehrano | 10. oktober 2023   | Skočir je bil zamenjan z nastopom nove vršilke dolžnosti ministrice za naravne vire in prostor Alenke Bratušek. | [ 11 ]      |
| Valerija Jelen Kosi     | Ministrstvo za pravosodje                         | 24. januar 2023    | Jelen Kosijeva je odstopila nespoštovanja ministrstva odločbe ustavnega sodišča glede sodniških plač. | [ 12 ]      |
| Valerija Jelen Kosi     | Ministrstvo za pravosodje                         | 4. januar 2024     | Jelen Kosijeva je odstopila nespoštovanja ministrstva odločbe ustavnega sodišča glede sodniških plač. | [ 12 ]      |
| Igor Šoltes             | Ministrstvo za pravosodje                         | 1. junij 2022      | Šoltes je bil razrešen po odstopu ministrice Švarc Pipan, zaradi nepravilnosti pri nakupu sodne stavbe na Litijski cesti. | [ 13 ]      |
| Igor Šoltes             | Ministrstvo za pravosodje                         | 15. februar 2024   | Šoltes je bil razrešen po odstopu ministrice Švarc Pipan, zaradi nepravilnosti pri nakupu sodne stavbe na Litijski cesti. | [ 13 ]      |

### Kabinet predsednika vlade
| Državni sekretarji            | Državni sekretarji                                                                  | Državni sekretarji                                             | Državni sekretarji                  | Državni sekretarji                                                    | Državni sekretarji                            | Državni sekretarji                                                                              | Državni sekretarji            | Državni sekretarji                             |
| ----------------------------- | ----------------------------------------------------------------------------------- | -------------------------------------------------------------- | ----------------------------------- | --------------------------------------------------------------------- | --------------------------------------------- | ----------------------------------------------------------------------------------------------- | ----------------------------- | ---------------------------------------------- |
|                               |                                                                                     |                                                                |                                     |                                                                       |                                               |                                                                                                 |                               |                                                |
| Petra Škofic (vodja kabineta) | Maša Kociper                                                                        | Igor Mally                                                     | Vojko Volk                          | Nataša Lužar                                                          | Melita Župevc                                 | Maksimiljana Polak                                                                              | Kaja Širok                    | Danijel Levičar                                |
| Petra Škofic (vodja kabineta) | državna sekretarka za koordinacijo med Vlado Republike Slovenije in Državnim zborom | državni sekretar za koordinacijo mednarodnih zadev in zadev EU | državni sekretar za evropske zadeve | državna sekretarka za medgeneracijski dialog in stanovanjsko politiko | državna sekretarka za strateško komuniciranje | državna sekretarka za vzpostavitev dialoga s civilno družbo in koordinacijo državljanskih pobud | državna sekretarka za kulturo | državni sekretar za nacionalni jedrski program |

### Nekdanji sekretarji v kabinetu
|                                                                                |                                           |                                                      |
| Anton Grizold                                                                  | Boštjan Šefic                             | Andrej Benedejčič                                    |
| državni sekretar za obrambne zadeve in zadeve varstva pred naravnimi nesrečami | državni sekretar za sanacijo po poplavah  | državni sekretar za nacionalno in evropsko varnost   |
| odšel v pokoj                                                                  | postal vodja Službe za obnovo po poplavah | postal vodja predstavništva Slovenije pri zvezi NATO |